# Shangó (album)
Ne doit pas être confondu avec Shangô, orisha des religions afro-américaines telles que le candomblé et Shaango, bande-dessinée
Albums de Santana
Zebop!
(1981) Havana Moon
(1983)
Shangó est le 13e album studio du groupe rock latino Santana sorti en 1982. Le single Hold On a atteint la 15e place dans les charts américains.

## Titres
1. The Nile - (Santana, Ligertwood, Rolie) - 4:57
2. Hold On - (Thomas) - 4:33
3. Night Hunting Time - (Brady) - 4:43
4. Nowhere to Run - (Ballard) - 4:01
5. Nueva York - (Santana, Lear, Rekow, Peraza, Ligertwood, Baker, Margen, Vilato, Rolie) - 5:01
6. Oxun (Oshun) - (Santana, Ligertwood, Rolie, Lear, Peraza, Rekow, Vilato) - 4:14
7. Body Surfing - (Santana, Ligertwood) - 4:24
8. What Does It Take (to Win Your Love) - (Bristol, Bullock, Fuqua) - 3:24
9. Let Me Inside - (Santana, Solberg) - 3:32
10. Warrior - (Margen, Baker, Ligertwood, Santana) - 4:21
11. Shangó - (Rekow, Vilato, Peraza) - 1:44